# Carl Söderbergh
Carl Söderbergh, född i Japan 1962, var 1999-2007 generalsekreterare för den svenska sektionen av Amnesty International. Han har en juridisk examen från Harvard Law School i USA. 
I slutet av 80-talet arbetade Carl Söderbergh som jurist för International Human Rights Committee i Minneapolis, Minnesota, och i början av 90-talet med ett Sydafrikaprojekt för Lawyers' Committee for Civil Rights Under Law i Washington. Han samordnade bland annat övervakningen av ultrahögerns dödspatruller med hjälp av nätverk i Sydafrika samt skrev rapporter och artiklar för att påverka den amerikanska opinionen.
Därefter arbetade han inom FN:s flyktingkommissariat, UNHCR, där han hade olika uppgifter och tjänstgjorde i Pakistan, Sudan och Sverige.
Som generalsekreterare på svenska Amnesty genomförde Söderbergh ett stort antal utredningsresor, bl.a. till Afghanistan, Syrien, Nepal och Israel/Palestina.
Sedan 2009 arbetar Carl Söderbergh som Director of Policy and Communications på MRG, Minority Rights Group International, Storbritannien.
Referenser
- Artikel i Amnesty Press mars 2007